# Comuna Bran, Brașov
Bran (în germană: Törzburg, în maghiară: Törcsvar) este o comună în județul Brașov, din Transilvania, România, formată din satele Bran (reședința),  Predeluț,  Sohodol și Șimon.
 Castelul medieval Bran, care în trecut a fost asediat de domnitorul valah Vlad Țepeș, este astăzi o destinație turistică populară, în mare parte deoarece aduce aminte de locuința contelui Dracula din faimosul roman al scriitorului irlandez Bram Stoker, personaj asociat de unii, cu minimă justificare, cu Vlad Țepeș.

## Istorie

### Antichitate
Teritoriul comunei nu a fost printre teritoriile  Daciei  anexate  Imperiului Roman. Cu toate acestea, în special datorită proximității de  granițele imperiale, acesta a fost în continuă influență romană, atât înainte, cât și după  Retragerea Aurelienă. 
La Bran a fost descoperit un tezaur de 75 de monede din perioada  Principatului târziu și Dominatului, din timpul  împăraților Claudius al II-lea Gothicus, Constantin cel Mare și Licinius, și până la Valentinian al II-lea. Unele înscrieri despre acest tezaur îl plasează însă la Zărnești. Descoperirea tezaurului poate fi pusă în legătură cu comerțul purtat de Imperiu cu populațiile de la nord de Dunăre și după retragerea din Dacia. De asemenea, pentru o perioadă în timpul împăraților de mai sus, Muntenia a fost recucerită și reintegrată în imperiu, zona Branului fiind una periferică acestuia pentru o perioadă îndelungată.

### Evul Mediu
La începutul secolului XIII, Ordinul Teutonic construiește un castel din lemn, cunoscut ca Dietrichstein. După distrugerea fortului în 1242 de către mongoli, regele Ludovic I al  Ungariei ordonă în anul 1377 construcția unui castel din piatră. În tot acest timp, o așezare începea să se dezvolte în jurul fortăreței. Poziționat în vârful unei stânci abrupte, castelul veghea asupra unei rute comerciale strategice dintre Transilvania și Valahia. În 1498, Branul intră sub jurisdicția  Brașovului.
După ce Regatul Ungariei a fost înfrânt de Imperiul Otoman, Bran a devenit în secolul XVI, parte a Principatului Transilvaniei, ca mai apoi să fie anexat Imperiului Habsburgic. În 1804, comuna devine parte integrantă a Imperiului Austriac și în 1866 al noului stat dualist austro-ungar. În urma primului război mondial, va face parte din Regatul României, alături de restul Transilvaniei.

## Demografie
Componența etnică a comunei Bran
     Români (77,76%)
     Alte etnii (0,66%)
     Necunoscută (21,58%)
Componența confesională a comunei Bran
     Ortodocși (74,85%)
     Adventiști (1,34%)
     Alte religii (1,29%)
     Necunoscută (22,52%)
Conform recensământului efectuat în 2021, populația comunei Bran se ridică la 4.866 de locuitori, în scădere față de recensământul anterior din 2011, când fuseseră înregistrați 5.181 de locuitori. Majoritatea locuitorilor sunt români (77,76%), iar pentru 21,58% nu se cunoaște apartenența etnică. Din punct de vedere confesional, majoritatea locuitorilor sunt ortodocși (74,85%), cu o minoritate de adventiști (1,34%), iar pentru 22,52% nu se cunoaște apartenența confesională.

## Politică și administrație
Comuna Bran este administrată de un primar și un consiliu local compus din 15 consilieri. Primarul, Ioan-Cosmin Feroiu[*], de la Partidul Național Liberal, este în funcție din octombrie 2020. Începând cu alegerile locale din 2024, consiliul local are următoarea componență pe partide politice:
|  | Partid                    | Consilieri | Componența Consiliului | Componența Consiliului | Componența Consiliului | Componența Consiliului | Componența Consiliului | Componența Consiliului | Componența Consiliului | Componența Consiliului | Componența Consiliului |
|  | ------------------------- | ---------- | ---------------------- | ---------------------- | ---------------------- | ---------------------- | ---------------------- | ---------------------- | ---------------------- | ---------------------- | ---------------------- |
|  | Partidul Național Liberal | 9          |                        |                        |                        |                        |                        |                        |                        |                        |                        |
|  | Partidul Social Democrat  | 5          |                        |                        |                        |                        |                        |                        |                        |                        |                        |
|  | Reit Valentin-Adrian      | 1          |                        |                        |                        |                        |                        |                        |                        |                        |                        |

## Primarii comunei
- 1996[11] - 2000 - Zecheru Miron, de la USD
- 2000[12] - 2004 - Reit Dumitru, de la APR
- 2004[13] - 2008 - Hermeneanu Gheorghe, de la PSD
- 2008[14] - 2012 - Hermeneanu Gheorghe, de la PDL
- 2012[15] - 2016 - Hermeneanu Gheorghe, de la PDL
- 2016[16] - 2020 - Rădăcină Dorel-Nicu-Rareș, de la PSD+ALDE
- 2020[17] - 2024 - Feroiu Ioan-Cosmin, de la PNL